# 星屑のリング
「星屑のリング」（ほしくずのりんぐ）は、今井麻美の11枚目のシングル。2013年6月26日に5pb.Recordsから発売された。

## 概要
前作「Dear Darling」から約3ヶ月でのリリースとなる2013年2作目のシングル。表題曲「星屑のリング」は、『コープスパーティー』シリーズのOVA化作品、『コープスパーティー Tortured Souls -暴虐された魂の呪叫-』オープニング曲。カップリング「Tender Is The Night」はPS3＆Xbox 360専用ソフト『DISORDER6』エンディング曲。

## 収録曲
1. 星屑のリング
作詞：夏瞳、作曲：濱田智之、編曲：伊藤俊
2. Tender Is The Night
作詞：漆野淳哉、作曲：桐岡麻季、編曲：酒井陽一
曲名はF.S.フィッツジェラルドの同名小説が由来となっている。[1]
3. 路地裏のプラネタリウム
作詞：山科蓮、作曲・編曲：山口和也
4. 星屑のリング -off vocal-
5. Tender Is The Night -off vocal-
6. 路地裏のプラネタリウム -off vocal-

DVD （初回限定盤のみ）
1. 星屑のリング（music video）
2. 星屑のリング（making）